# Jogos eletrônicos de The Powerpuff Girls
Esta é uma lista de jogos de vídeo games lançados pelo mundo, baseados na animação The Powerpuff Girls.

## Games

### Portátil
- The Powerpuff Girls: Bad Mojo Jojo - Foi desenvolvido por Sennari para o Game Boy Color. Foi lançado na América do Norte em 14 de novembro de 2000. [1] Macaco Louco segue Florzinha, a líder das Meninas Superpoderosas. Florzinha pode voar, mas apenas por um curto período de tempo. GameSpot cita isso como um problema-chave, sempre que Florzinha cai na água, ela não só morre, mais tudo que foi conseguido durante o jogo (como itens) é perdido. [2] Um outro aspecto do jogo é que o jogador assume o papel de Lindinha, Docinho, dos Meninos Desordeiros: Durão, Fortão e Explosão, e do Prefeito de Townsville através do uso de senhas, o que também pode ser usado para desbloquear recursos especiais como: vôo ilimitado.
- The Powerpuff Girls: Paint the Townsville Green - Foi desenvolvido por Sennari para o Game Boy Color. Foi lançado na América do Norte em 28 de novembro de 2000. [3] Ao contrário do jogo anterior, esse tem Docinho como pricipal jogador. O jogo é muito semelhante ao primeiro, tendo como maior diferença, que o inimigo enfrentado aqui, é a Gangue Gangrena.
- The Powerpuff Girls: Battle HIM - Foi desenvolvido por Sennari para o Game Boy Color. Foi lançado na América do Norte em 27 de fevereiro de 2001. [4] Ao contrário dos outros dois jogos, esse tem Lindinha como principal, e é muito parecido com os dois primeiros, por causa de ser capaz de usar cartões comerciais entre os três, quando os dois são ligados entre si.
- The Powerpuff Girls: HIM and Seek - Foi desenvolvido pela Vicarious Visions para o Game Boy Advance, lançado em 29 de outubro de 2002. Com o estilo de um RPG, você joga como todas as três meninas em busca de itens para poder lutar contra o Macaco Louco, Fuzzy Confusão, Princesa MaisGrana, a Gangue Gangrena e o Ele.
- The Powerpuff Girls: Mojo Jojo A-Go-Go - É um vídeo game baseado na série animada The Powerpuff Girls. Centra-se em torno de uma missão das Meninas Superpoderosas para parar o Macaco Louco e seus asseclas. O usuário pode jogar com qualquer uma das meninas. O jogo desenvolvido pela Sennari Interactive, em 2001, está disponível apenas para o Game Boy Advance.
- Game de Demashita! Powerpuff Girls Z (ゲームで出ましたっ！ パワパフ ガールズ Z, Gēmu de Demashita! Pawāpafu Gāruzu Zetto) é um vídeo game baseado na série spin-off, Powerpuff Girls Z, que foi lançado exclusivamente no Japão para Nintendo DS em 12 de junho de 2007. [5]

### Console
- The Powerpuff Girls: Chemical X-traction - Foi desenvolvido pela VIS Entertainment. Foi lançado na América do Norte para o Nintendo 64 (N64) em 14 de outubro de 2001, e para o PlayStation em 08 novembro de 2001. As Meninas Superpoderosas devem combater inimigos em uma variedade de configurações a fim de recuperar o Elemento X e rastrear o Macaco Louco. Os jogadores podem jogar no modo história ou podem lutar contra um amigo em uma batalha. No modo história, os jogadores podem pegar objetos e atirá-los em um inimigo para diminuir o medidor de saúde do adversário. Eles podem usar ataques superpoderosos por frascos de coleta do Elemento X. Se o jogador com sucesso derrota o inimigo em dois das três rodadas, eles se movem para o local do próximo inimigo.
- The Powerpuff Girls: Relish Rampage - É um jogo desenvolvido pela VIS Entertainment. Ele foi originalmente lançado para PlayStation 2 em 24 novembro de 2002 na América do Norte, e 13 de dezembro, 2002 na Europa, mas mais tarde foi produzido para o GameCube na Europa em 13 de dezembro de 2002 e na América do Norte em 15 outubro de 2003. No jogo você joga com as Meninas Superpoderosas, e deve voar em torno de um mundo 3D para resolver enigmas em uma tentativa de parar a invasão dos Pickles do espaço em Townsville.

### PC
- The Powerpuff Girls: Mojo Jojo's Clone Zone - É um jogo para PC publicado pela The Learning Company, para crianças com mais de 6 anos de idades. As Meninas Superpoderosas devem derrotar um monte de clones do Macaco Louco e obter suas placas-mãe para ganhar vários prêmios e muito mais.
- The Powerpuff Girls: Gamesville - Foi desenvolvido pela BAM! Entertainment para o PC-CD-ROM. Ele foi lançado em 31 de outubro de 2002.
- The Powerpuff Girls: Princess Snorebucks - É um jogo de PC feito pela The Learning Company. Nele, as meninas estão dormindo, e você tem que lutar através de seus pesadelos para passar as fases. Uma vez que todas as fases são terminadas, você testa suas habilidades contra MaisGrana! Este jogo é para 6 +.
- The Powerpuff Girls: Mojo Jojo's Pet Project - É um jogo de aventura para PC publicado pela BAM! Entertainment. No jogo, o controlador desempenha as três meninas (Florzinha, Lindinha e Docinho), bem como o seu novo supercomputador em uma variedade de jogos para salvar Townsville dos animais mutantes.
- The Powerpuff Girls: Defenders of Townsville - É um jogo de PC feito pela Radiangames em 2014. [6]

### Outras aparições
- Cartoon Network: Punch Time Explosion/XL - É um jogo desenvolvido pela CRAVE Games e está atualmente disponível para o 3DS (versão original apenas) e consoles (apenas na versão XL), lançado desde 2 de junho de 2011. Apesar de não ser um jogo principal sobre as Meninas Superpoderosas, ainda apresenta as três meninas,o Macaco, e Ele como personagens jogáveis, Fuzzy Confusão como um personagem auxiliar, os Meninos Desordeiros aparem no show final. [7]
- Cartoon Network Racing - É um jogo criado pela Cartoon Network Interactive, Eutechnyx, Firebrand Games e The Game Factory. É para o PlayStation 2 e Nintendo DS. Apesar de não ser um jogo principal sobre as Meninas Superpoderosas, ainda apresenta as três meninas, Macaco Louco, Ele, Fuzzy Confusão e o professor Utonium como personagens jogáveis, lançado desde 28 de novembro de 2006.
- Cartoon Network Universe: FusionFall - É um jogo multiplayer online desenvolvido pelo Cartoon Network e Grigon Entertainment.   Embora não seja um jogo principal sobre as Meninas Superpoderosas, ainda apresenta as três meninas, o Macaco, Ele, Fuzzy Confusão, Princesa MaisGrana, Ace, o Prefeito e o professor Utonium como personagens não-jogáveis (NPCs), lançado desde 14 de janeiro de 2009. [8]